# Tully Mountain
Der Tully Mountain ist ein 1.152 ft (351,1 m) hoher Inselberg auf dem Stadtgebiet von Orange im Bundesstaat Massachusetts der Vereinigten Staaten. Er liegt innerhalb der 1.187 Acres (4,8 km²) umfassenden Tully Mountain Wildlife Management Area.
Der Berg ragt gut erkennbar aus der ihn umgebenden flachen Landschaft auf. Er wurde vor 400 Millionen Jahren gemeinsam mit den nördlichen Appalachen ausgebildet und während der letzten Eiszeit von den sich zurückziehenden Gletschern in seine heutige Form gebracht. Dies ist insbesondere daran zu erkennen, dass der Berg auf seiner Nordseite eher glatt und eben ist, während auf seiner Südseite viel Geröll liegt und der Boden deutlich weniger regelmäßig ausgestaltet ist. Ein etwa 1,5 mi (2,4 km) langer Rundweg ist Teil des Fernwanderwegs Tully Trail und führt zu Aufschlüssen im Bereich des Gipfels, von denen aus eine gute Übersicht über die Umgebung besteht.
Der Berg entwässert über den Tully River und Millers River in den Connecticut River, der schließlich in den Long Island Sound mündet.